# 智達
智達（ちたつ、生没年不詳）は、飛鳥時代の法相宗の僧。

## 経歴
『日本書紀』巻第二十六によると、657年（斉明天皇3年）に、
とあるのが、智達の名前の初出である。続けて、658年（斉明天皇4年）に智通とともに新羅の船で唐に渡り、玄奘からインドの学僧である無性の衆生の義（ことわり）を受けた、とある。同じ事項が『三国仏法伝通縁起』には、
と記されており、同様の記述が『仏祖統記』・『宋史』日本伝（巻第四百九十一・外国伝七・日本条）にも見える。法相宗は4回にわたり日本に伝来したと言われているが、智達・智通たちは、その第2伝とされている。
智通と共に、智周から法相宗を学んだ。帰国後は大和国飛鳥寺で法相宗をひろめた。